# Бекетов Василь Семенович
Бекетов Василь Семенович (25 березня 1924, с. Андрієвка, Кугарчинський район, Башкирська АРСР — 18 вересня 1991) — командир стрілкового взводу 170-го гвардійського стрілкового полку 57-ї гвардійської стрілкової дивізії 8-ї гвардійської армії 1-го Білоруського фронту, Герой Радянського Союзу.

## Біографія
Бекетов Василь Семенович народився 25 березня 1924 року в селі Андрієвка Кугарчинського району Башкирської АРСР.
У Червону Армію Василь Семенович призваний в березні 1943 року Юмагузинським райвійськкоматом Башкирської АРСР. На фронті Другої світової війни з липня 1943 року. Служив командиром стрілецького взводу 170-го гвардійського стрілецького полку 57-ї гвардійської стрілецької дивізії 8-ї гвардійської армії 1-го Білоруського фронту. Особливо відзначився при форсуванні річок Західний Буг і Вісла. 20 липня 1944 року Бекетов в числі перших зі своїм взводом форсував Західний Буг в районі міста Любомль Волинської області і, здійснивши стрімкий кидок під ураганним вогнем, увірвався в траншеї противника, де винищив до десяти ворожих солдатів. 1 серпня 1944 року взвод Василя Бекетова в числі перших під сильним артилерійсько-мінометним і кулеметним вогнем німців переправився через річку Віслу в районі села Магнушев (Польща) і вибив противника з першої лінії їх оборони. У розпал бою, замінивши тяжко пораненого командира роти, Василь Бекетов тричі піднімав бійців в атаку, зірвавши стрімким наступом спробу німців атакувати радянські підрозділи з флангів і відрізати їх від району переправи.
Член КПРС з 1955 року. У 1957 році Бекетов В.С. закінчив Кемлянський сільгосптехнікум (Мордовія). Працював механіком, головним механіком в будівельному управлінні міста Кумертау, старшим майстром на Салаватському авторемонтному заводі, механіком, головним інженером колгоспу «Червоний маяк» Юмагузинського району, начальником дільниці, старшим майстром на транспортних підприємствах в місті Салават.
Василь Бекетов помер 18 вересня 1991 року. Похований в Салаваті на кладовищі № 2.